# Paloalto (rappeur)
Jeon Sang-hyun (hangeul: 전상현; né le 24 janvier 1984), mieux connu par son nom de scène Paloalto (hangeul: 팔로알토), est un rappeur et chanteur sud-coréen. Il est le fondateur de Hi-Lite Records. Il a été dans la quatrième saison de l'émission Show Me the Money et dans Tribe of Hip Hop.

## Discographie

### Albums studio
| Titre                                            | Détails sur l'album                                                                               | Meilleure position | Ventes |
| Titre                                            | Détails sur l'album                                                                               | COR                | Ventes |
| ------------------------------------------------ | ------------------------------------------------------------------------------------------------- | ------------------ | ------ |
| Resoundin'                                       | - Date de sortie: 20 juin 2005 - Label: Will Records - Formats: CD, téléchargement                | —                  | NC     |
| Daily Routine                                    | - Date de sortie: 9 novembre 2010 - Label: Hi-Lite Records, CJ E&M - Formats: CD, téléchargement  | 10                 | NC     |
| Celebrate The Eve                                | - Date de sortie: 29 décembre 2011 - Label: Hi-Lite Records, CJ E&M - Formats: CD, téléchargement | —                  | NC     |
| Chief Life                                       | - Date de sortie: 25 novembre 2013 - Label: Hi-Lite Records, CJ E&M - Formats: CD, téléchargement | —                  | NC     |
| "—" signifie que le morceau ne s'est pas classé. |                                                                                                   |                    |        |

### Albums collaboratifs
| Titre                      | Détails sur l'album                                                                              |
| -------------------------- | ------------------------------------------------------------------------------------------------ |
| Behind The Scenes avec Evo | - Date de sortie: 26 juillet 2012 - Label: Hi-Lite Records, CJ E&M - Formats: CD, téléchargement |

### Extended plays
| Titre                                            | Détails sur l'album                                                                                | Meilleure position | Ventes |
| Titre                                            | Détails sur l'album                                                                                | COR                | Ventes |
| ------------------------------------------------ | -------------------------------------------------------------------------------------------------- | ------------------ | ------ |
| Footprints                                       | - Date de sortie: 2 février 2004 - Label: Will Records - Formats: CD, téléchargement               | —                  | NC     |
| Lonely Hearts                                    | - Date de sortie: 20 avril 2010 - Label: Hi-Lite Records, CJ E&M - Formats: CD, téléchargement     | 5                  | NC     |
| Fever For Calmness                               | - Date de sortie: 8 juin 2011 - Label: Hi-Lite Records, CJ E&M - Formats: CD, téléchargement       | —                  | NC     |
| Cheers                                           | - Date de sortie: 23 septembre 2014 - Label: Hi-Lite Records, CJ E&M - Formats: CD, téléchargement | —                  | NC     |
| Victories                                        | - Date de sortie: 27 octobre 2016 - Label: Hi-Lite Records, CJ E&M - Formats: CD, téléchargement   | —                  | NC     |
| "—" signifie que le morceau ne s'est pas classé. | |                    |        |

### Singles
| Titre                                                                                         | Année                        | Meilleure position           | Album                        |                              |
| Titre                                                                                         | Année                        | COR                          | Album                        |                              |
| En tant qu'artiste principal                                                                  | En tant qu'artiste principal | En tant qu'artiste principal | En tant qu'artiste principal | En tant qu'artiste principal |
| --------------------------------------------------------------------------------------------- | ---------------------------- | ---------------------------- | ---------------------------- | ---------------------------- |
| "I Feel Love"                                                                                 | 2005                         | —                            | Resoundin'                   |                              |
| "Positive Vibes" feat. Yoon Mi-rae                                                            | 2010                         | —                            | Lonely Hearts                |                              |
| "Dreamer" feat. Bumkey                                                                        | 2010                         | —                            | Daily Routine                |                              |
| "Fast Life" feat. AndUp                                                                       | 2011                         | —                            | Daily Routine                |                              |
| "I Feel Love" feat. Koonta                                                                    | 2011                         | —                            | Non-album singles            |                              |
| "Stand Up"                                                                                    | 2011                         | —                            | Non-album singles            |                              |
| "Stay Strong" feat. Tiger JK                                                                  | 2011                         | —                            | Fever For Calmness           |                              |
| "After This Night" (이 밤이 지나고 나면) feat. 211                                            | 2011                         | 53                           | Non-album single             |                              |
| "Celebration" feat. Dok2                                                                      | 2011                         | —                            | Celebrate The Eve            |                              |
| "Au Revoir" (또봐)                                                                            | 2013                         | —                            | Chief Life                   |                              |
| "Renaissance"                                                                                 | 2013                         | —                            | Chief Life                   |                              |
| "Good Times" feat. Babylon                                                                    | 2014                         | —                            | Cheers                       |                              |
| "Turtle Ship Remix" (거북선 Remix) feat. G2, B-Free, Okasian & Zico                           | 2015                         | 23                           | Non-album singles            |                              |
| "Fancy" feat. Dean & Sway D                                                                   | 2016                         | —                            | Non-album singles            |                              |
| "Home"                                                                                        | 2016                         | —                            | Victories                    |                              |
| "Victories"                                                                                   | 2016                         | —                            | Victories                    |                              |
| Collaborations                                                                                |                              |                              |                              |                              |
| "Baby" avec Soul One                                                                          | 2011                         | —                            | Non-album single             |                              |
| "Day n Night" avec EachONE                                                                    | 2011                         | —                            | Fever For Calmness           |                              |
| "Cinderella" avec All That                                                                    | 2011                         | —                            | Non-album singles            |                              |
| "Feel The Tachy Beat" avec Leo Kekoa, Zizo, Ultima & San E                                    | 2011                         | —                            | Non-album singles            |                              |
| "Don't Do This" (이러지마) avec Soul One feat. Okasian                                        | 2011                         | —                            | Non-album singles            |                              |
| "Seoul" (서울) avec Evo                                                                       | 2012                         | —                            | Behind The Scenes            |                              |
| "Do It Like Us" avec Evo                                                                      | 2012                         | —                            | Behind The Scenes            |                              |
| "Survive" (살아남아) avec B-Free & Okasian                                                    | 2013                         | —                            | Non-album singles            |                              |
| "Cavity" (충치) avec B-Free, Okasian & Reddy                                                  | 2013                         | —                            | Non-album singles            |                              |
| "The One & Only" avec Huckleberry P                                                           | 2013                         | —                            | Non-album singles            |                              |
| "Inner City Blues" avec B-Free                                                                | 2014                         | —                            | Non-album singles            |                              |
| "Moneyflow" (다 비켜봐) avec Mino & Zico                                                      | 2015                         | 7                            | Show Me the Money 4          |                              |
| "Dark Panda" (다크팬더) avec Hyolyn & Zico                                                    | 2015                         | 39                           | Non-album single             |                              |
| En featuring                                                                                  |                              |                              |                              |                              |
| "Grown Up" Deegie feat. Paloalto                                                              | 2011                         | —                            | Non-album singles            |                              |
| "What We Do" Soul Fish feat. Okasian, GLV, Paloalto, B-Free, Huckleberry P & Evo              | 2012                         | —                            | Non-album singles            |                              |
| "Late Night Already" (이미 늦은 밤) Yumdda feat. Paloalto                                     | 2013                         | —                            | Non-album singles            |                              |
| "Driving Road" Young-jun feat. Paloalto                                                       | 2013                         | 53                           | Non-album singles            |                              |
| "Nice Life" Basick feat. Paloalto                                                             | 2013                         | —                            | Non-album singles            |                              |
| "Damn Thing Funny" Okasian feat. Paloalto                                                     | 2014                         | —                            | Non-album singles            |                              |
| "First Look" (처음봐) J-dogg feat. Paloalto, Evo & Hush                                       | 2014                         | —                            | Non-album singles            |                              |
| "Two Way Conversation" (둘만 아는 말투) Jerry.k feat. Ra.D & Paloalto                         | 2014                         | —                            | Non-album singles            |                              |
| "My Team" B-Free feat. Reddy, Okasian, Huckleberry P, Paloalto & Keith Ape                    | 2014                         | —                            | Non-album singles            |                              |
| "December" Plastic feat. Paloalto                                                             | 2014                         | —                            | Non-album singles            |                              |
| "Somebody" Mayson The Soul feat. Paloalto & Ugly Duck                                         | 2015                         | —                            | Non-album singles            |                              |
| "Hurricane" Sway D feat. Paloalto & B-Free                                                    | 2015                         | —                            | Non-album singles            |                              |
| "Mileage" Primary feat. Paloalto & Hwasa                                                      | 2015                         | 45                           | Non-album singles            |                              |
| "Turtle Ship" Ja Mezz, AndUp & Mino feat. Paloalto                                            | 2015                         | 4                            | Show Me the Money 4          |                              |
| "Victim + Poppin Bottles" (Victim + 위하여) Mino feat. B-Free & Paloalto                      | 2015                         | 51                           | Show Me the Money 4          |                              |
| "Shovel" (매소) Ha Su-sang feat. Paloalto                                                     | 2015                         | —                            | Non-album singles            |                              |
| "6" Ben feat. Paloalto                                                                        | 2015                         | —                            | Non-album singles            |                              |
| "Shikgoo" (식구) G2 feat. B-Free, Okasian, Reddy, Huckleberry P, Paloalto, Sway D & DJ Djanga | 2015                         | —                            | Non-album singles            |                              |
| "Rodeo" Chancellor feat. Paloalto                                                             | 2016                         | —                            | Non-album singles            |                              |
| "Grotesque" Space Cowboy feat. Paloalto                                                       | 2016                         | —                            | Non-album singles            |                              |
| "New Wave" B-Free feat. Double K & Paloalto                                                   | 2016                         | —                            | Non-album singles            |                              |
| "Play On, Playa" Django feat. Paloalto & Kim Hye-mi                                           | 2016                         | —                            | Non-album singles            |                              |
| "Runaway, Pt. 1" YunB feat. Paloalto                                                          | 2016                         | —                            | Non-album singles            |                              |
| "Hey Bae" Junggigo feat. Paloalto                                                             | 2016                         | —                            | Non-album singles            |                              |
| "Celebrate" Fresh Berry feat. Paloalto                                                        | 2016                         | —                            | Non-album singles            |                              |
| "Ring Ring Ring" Somdef feat. Verbal Jint, Paloalto, DPR Live & Car The Garden                | 2017                         | —                            | Non-album singles            |                              |
| "—" signifie que le morceau ne s'est pas classé.                                              |                              |                              |                              |                              |